# Tsunâmi
Um tsunâmi (em japonês: 津波 AFI: [t͡sɯᵝnäꜜmi], lit. "onda de porto") ou maremoto (do latim: mare, mar + motus, movimento) é uma série de ondas de água causada pelo deslocamento de um grande volume de um corpo de água, como um oceano ou um grande lago. Tsunâmis são uma ocorrência frequente no Oceano Pacífico: aproximadamente 195 eventos desse tipo já foram registrados. Devido aos imensos volumes de água e energia envolvidos, tsunâmis podem devastar regiões costeiras.
Sismos, erupções vulcânicas e outras explosões submarinas (detonações de artefatos nucleares no mar), deslizamentos de terra e outros movimentos de massa, impactos e outros distúrbios acima ou abaixo da água têm o potencial para gerar um tsunâmi.
O historiador grego Tucídides foi o primeiro a relacionar um tsunâmi a sismos submarinos, mas a compreensão da natureza do tsunâmi permaneceu incipiente até o século XX e ainda é objeto de pesquisa. Muitos textos antigos geológicos, geográficos e oceanográficos referem-se a tsunâmis como ondas sísmicas do mar.
Algumas condições meteorológicas, tais como depressões atmosféricas profundas que provocam ciclones tropicais, podem gerar uma tempestade chamada meteotsunâmi, com a elevação do nível de grande massa de água a vários metros acima do normal. A elevação vem da grande redução da pressão atmosférica no centro da depressão em relação ao seu entorno. Atingindo a costa podem assemelhar-se (embora não o sejam) a tsunâmis, inundando vastas áreas de terra. Uma onda desse tipo inundou a Birmânia (Myanmar), em maio de 2008.

## Etimologia e relação entre tsunâmi e maremoto

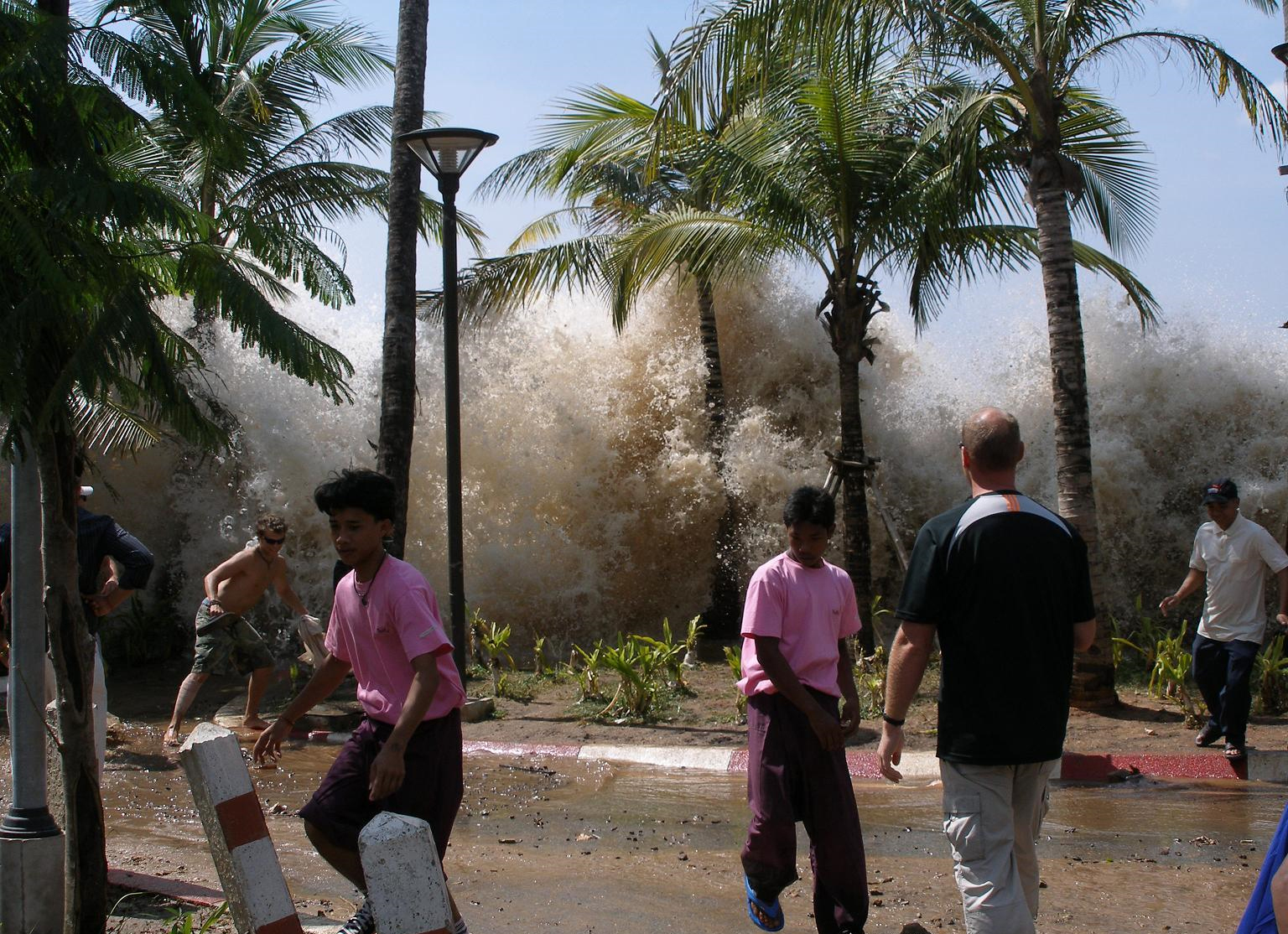
Onda formada na Tailândia pelo tsunâmi do Oceano Índico de 2004.

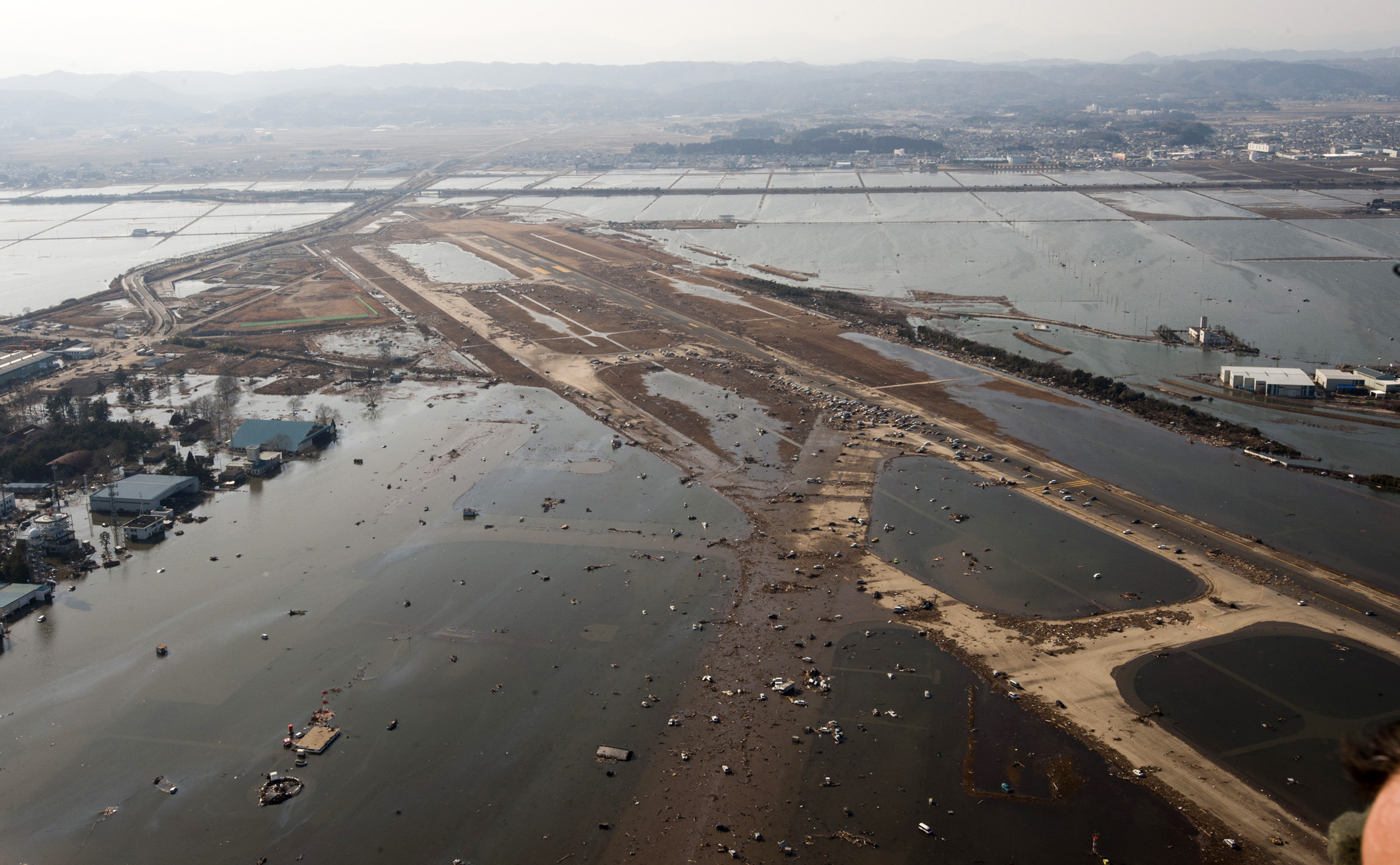
Aeroporto de Sendai, no Japão, destruído pelo tsunâmi de Tohoku em 2011.

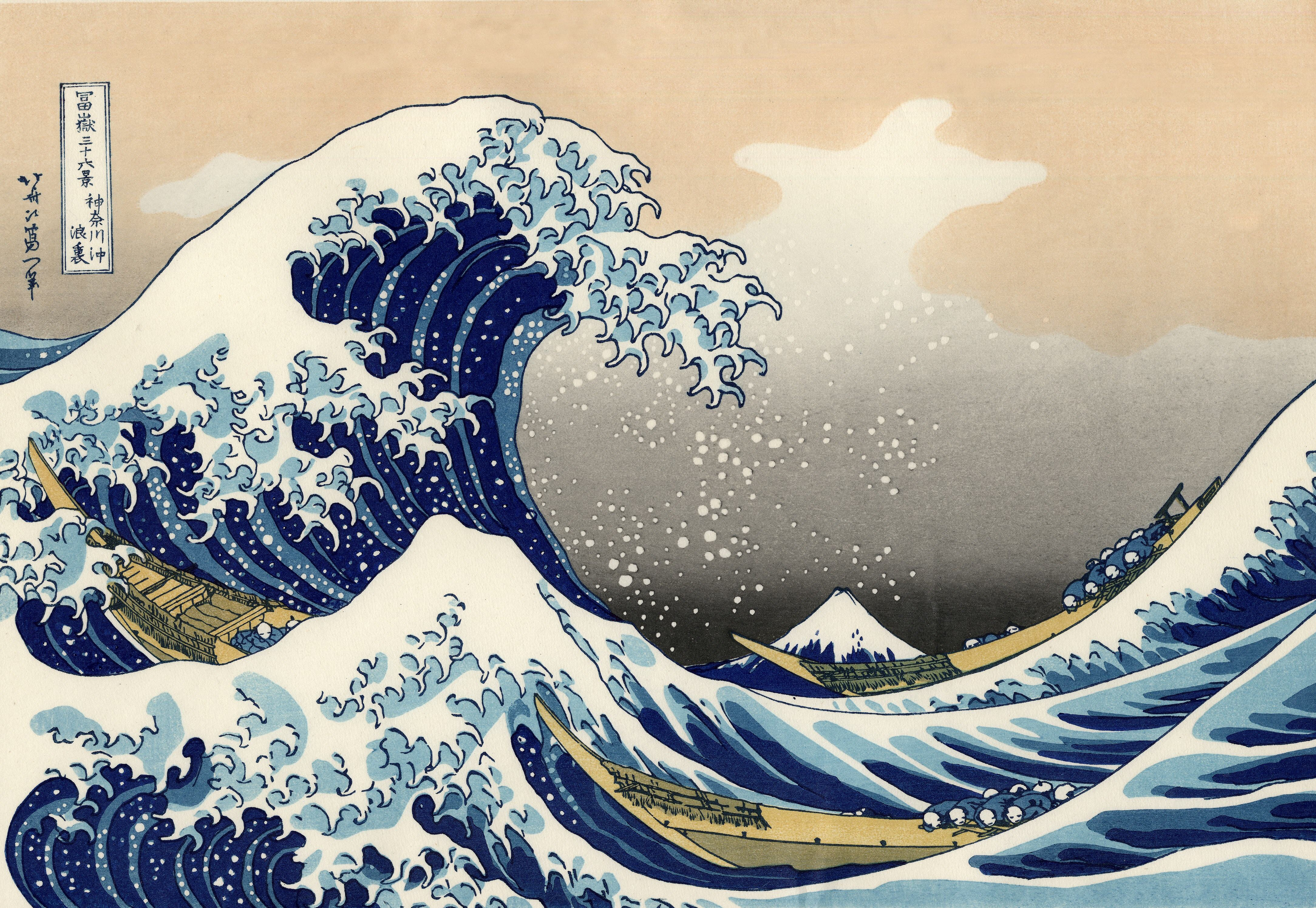
Xilogravura "A Grande Onda de Kanagawa".

O termo "tsunâmi" provém do japonês, através da junção de "porto" (tsu, 津) e "onda" (nami, 波), Embora a versão estrangeira da palavra ainda seja muito usada (caso em que deve ser destacada do texto, seja com aspas, seja colocando-a em itálico), os dois dicionários mais vendidos respectivamente no Brasil e em Portugal, o Dicionário Aurélio e o Dicionário da Língua Portuguesa com Acordo Ortográfico da Porto Editora, já trazem a forma aportuguesada, tsunâmi, acentuada conforme o acordo ortográfico da língua portuguesa.
Alguns autores defendem que o termo tsunâmi é um estrangeirismo desnecessário, dado que significaria o mesmo que a forma "maremoto", já existente em português há séculos. É o caso do dicionário Priberam (Portugal). Já o dicionário da Porto Editora (Portugal) e os brasileiros Dicionário Houaiss e Dicionário Aurélio atribuem sentido diferente aos dois fenômenos: os maremotos seriam qualquer movimentação anômala do mar proveniente de um terremoto (em terra firme próxima, ou mesmo abaixo do oceano), ou mesmo por outros fatores, enquanto os tsunâmis seriam as ondas provocadas por um maremoto - especificamente, no caso, só as ondas que atingem alguma área continental, provocando efeitos sobre a superfície terrestre.
Em português, tsunâmis eram muitas vezes chamados ondas de maré. Nos últimos anos, esse termo caiu em desuso, especialmente na comunidade científica, ao se constatar que os tsunâmis nada têm a ver com as marés. O termo outrora popular deriva de sua aparência mais comum, que é a de um macaréu extraordinariamente alto. Tsunâmis e marés produzem ondas de água que se movem em terra, mas, no caso do tsunâmi, o movimento da água em terra é muito maior e dura por um longo período, dando a impressão de uma maré extremamente alta.
Existem apenas algumas outras línguas que têm uma palavra nativa para esse tipo de onda. Na língua tâmil, a palavra é aazhi peralai. Na língua achém, é ië beuna ou alôn buluëk (dependendo do dialeto. Note que, na língua austronésia tagalo, uma língua importante nas Filipinas, alon significa "onda"). Na ilha Simeulue, fora da costa ocidental de Sumatra, na Indonésia, na língua defayan, a palavra é semong, enquanto, na língua sigulai, é emong.

## Causas

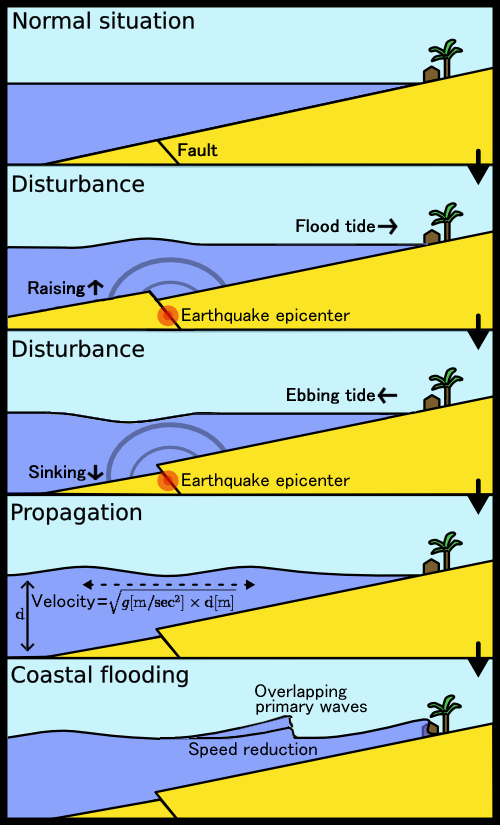
A maioria dos tsunâmis são gerados por sismos submarinos (legendas em inglês).

Um tsunâmi pode ser gerado quando os limites de placas tectônicas convergentes ou destrutivas movem-se abruptamente e deslocam verticalmente a água sobrejacente. É muito improvável que esses movimentos possam formar-se em limites divergentes (construtivo) ou conservativos das placas tectônicas. Isso ocorre porque esses limites em geral não perturbam o deslocamento vertical da coluna de água. Sismos relacionados à zona de subducção geram a maioria dos tsunâmis. Pesquisadores em 2017 descobriram que o movimento horizontal do fundo do mar inclinado durante um terremoto subaquático pode dar a tsunâmis um impulso crítico. Os cientistas assumiam anteriormente que o movimento vertical sozinho contribuía com a maior parte da energia de um tsunâmi. Tsunâmis têm uma pequena amplitude (altura da onda) em alto mar e um comprimento de onda muito longo (muitas vezes centenas de quilômetros de comprimento), e por isso geralmente passam despercebidos no mar, formando apenas uma ligeira ondulação de normalmente cerca de 300 milímetros (12 polegadas) acima da superfície normal do mar. Eles crescem em altura quando atingem águas mais rasas, em um processo de empolamento da onda descrito abaixo. Um tsunâmi pode ocorrer em qualquer estado de maré e até mesmo na maré baixa ainda pode inundar áreas costeiras.
Em 1 de abril de 1946, um sismo de magnitude 7,8 (escala Richter) ocorreu perto das Ilhas Aleutas, no Alasca, Estados Unidos. Isso gerou um tsunâmi com 14 metros de altura que inundou Hilo, na ilha do Havaí. A área onde o abalo sísmico ocorreu no oceano Pacífico é uma zona de subducção abaixo do Alasca.
Exemplos de tsunâmi em locais fora dos limites convergentes incluem Storegga há cerca de 8 000 anos, Grandes Bancos em 1929 e Papua-Nova Guiné em 1998 (Tappin, 2001). Os tsunâmis da Papua-Nova Guiné e dos Grandes Bancos vieram de terremotos que desestabilizaram os sedimentos, forçando-os a fluir para o oceano e gerar um tsunâmi. Eles se dissiparam antes de atravessar distâncias transoceânicas.
A causa da falha de sedimentos Storegga é desconhecida. As possibilidades incluem uma sobrecarga dos sedimentos, um terremoto ou uma versão de hidratos de gás (metano, etc.).
O sismo de Valdivia de 1960 (Mw 9,5), o sismo do Alasca de 1964 (Mw 9,2) e o sismo do Índico de 2004 (Mw 9,2) são exemplos recentes de terremotos poderosos que geraram tsunâmis (conhecido como teletsunâmis), que podem atravessar oceanos inteiros. Abalos menores (Mw 4,2) no Japão podem provocar maremotos (chamados "tsunâmis locais" e "tsunâmis regionais") que só podem devastar as costas nas proximidades, mas podem fazê-lo em apenas alguns minutos.
Em 1950, foi colocada a hipótese de que tsunâmis maiores do que anteriormente se acreditava possível podem ser causados por deslizamentos de terra, erupções vulcânicas explosivas (por exemplo, Santorini e Krakatoa) e eventos de impacto quando em contato com a água. Esses fenômenos deslocam rapidamente grandes volumes de água, como a energia da queda de detritos ou expansão das transferências para a água a uma taxa mais rápida do que a água pode absorver. A mídia costuma chamar esses eventos de megatsunâmis.
Tsunâmis causados por esses mecanismos, ao contrário do tsunâmi transoceânico, podem se dissipar rapidamente e raramente afetam costas distantes, devido à pequena área de mar afetada. Estes acontecimentos podem dar origem a ondas de choque locais muito maiores (sóliton), tais como o deslizamento de terra na Baía Lituya, no Alasca em 1958, que produziu uma onda com um pico inicial estimado em 524 metros. No entanto, um deslizamento de terra muito grande pode gerar um megatsunâmi que pode percorrer distâncias transoceânicas, embora não haja evidências geológicas para apoiar esta hipótese.

### Geração por abalos sísmicos

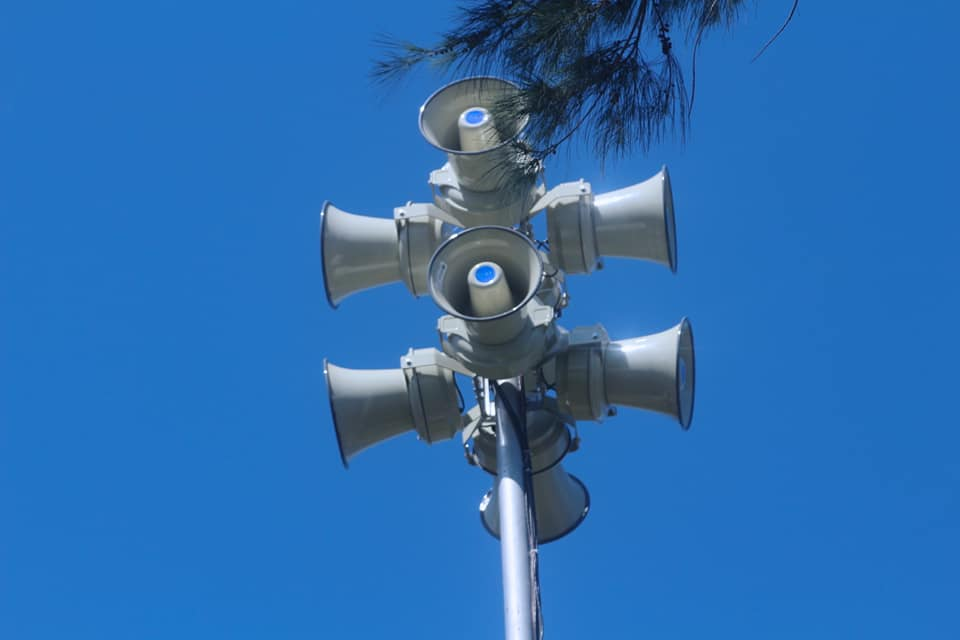
Sirenes por tsunâmi em Dili, Timor-Leste.

Um terremoto pode gerar um tsunâmi se o tremor:
- ocorrer logo abaixo de um corpo de água;
- for de magnitude moderada ou alta;
- Deslocar um volume bem grande de água.

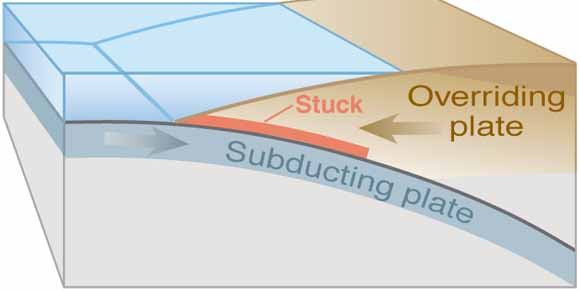
Desenho da fronteira entres placas tectônicas antes de um sismo
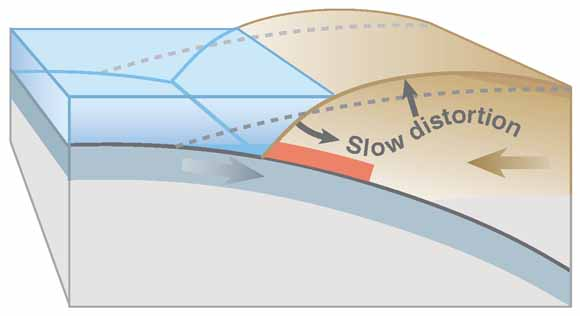
Substituindo protuberâncias da placa sob pressão, causando levantamento tectônico
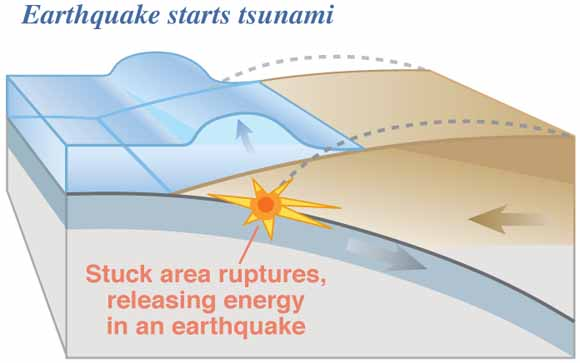
Placa de deslizamentos, causando subsidência e liberando a energia na água
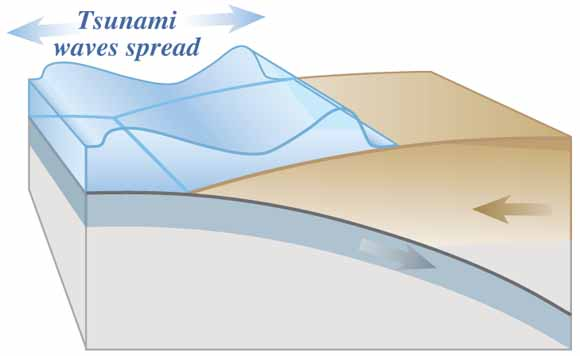
A energia liberada produz ondas de tsunâmi

## Características

Quando a onda entra em águas rasas, ela diminui e sua amplitude (altura) aumenta

As ondas geradas por ventos corriqueiros e ondas de gravidade têm um comprimento de onda (comprimento entre as cristas) de cerca de 100 metros e uma altura de alguns centímetros. Entretanto, um tsunâmi em alto mar tem um comprimento de onda de cerca de 200 km. Essa onda pode viajar a mais de 800 km/h, mas devido ao seu grande comprimento de onda, seu período (intervalo de tempo entre a passagem de uma crista e outra no mesmo local) pode durar de 20 a 30 minutos, e a amplitude de onda pode não passar de um metro. Isso torna difícil a detecção de tsunâmis em águas profundas. Navios raramente notam a sua passagem.
À medida que o tsunâmi se aproxima da costa e as águas se tornam rasas, o empolamento da onda comprime a própria onda e sua velocidade diminui para menos de 80 km/h. Seu comprimento de onda diminui para menos de 20 km e sua amplitude cresce significativamente, produzindo uma onda claramente visível. Com o advento do tsunâmi sobre águas cada vez mais rasas, a velocidade da onda diminui pouco a pouco, podendo desacelerar para menos de 20 quilômetros por hora. Seu comprimento de onda pode diminuir para apenas alguns metros e sua amplitude pode alcançar mais de 10 metros; a altura da onda pode variar dependendo da intensidade do tsunâmi e do relevo da plataforma continental. Exceto para os tsunâmis muito grandes, a onda, ao se aproximar, não quebra, mas assemelha-se a um macaréu de grande velocidade. A variação da profundidade da plataforma continental pode alterar a altura da onda. Nas baías abertas e zonas costeiras adjacentes às águas profundas, onde há uma plataforma continental relativamente estreita, a altura do tsunâmi pode aumentar consideravelmente.
O aumento do nível das águas causado pelo tsunâmi é medido em metros acima do nível do mar. Um grande tsunâmi pode apresentar uma sequência de várias ondas que chegam durante um período de minutos a horas, sendo que o tempo entre uma onda e outra pode variar significativamente. A primeira onda a chegar à praia pode não trazer um significativo aumento do nível das águas, pois esta perde energia ao encontrar com águas mais rasas. As ondas subsequentes são beneficiadas pelo aumento do nível do mar, podendo alcançar com mais impacto as regiões costeiras.
Cerca de 80% dos tsunâmis ocorrem no Oceano Pacífico, mas podem acontecer em qualquer grande massa de água, incluindo lagos. Além dos sismos, os tsunâmis podem ser causados por deslizamentos de terra, explosões vulcânicas e impacto de objetos de grandes dimensões.

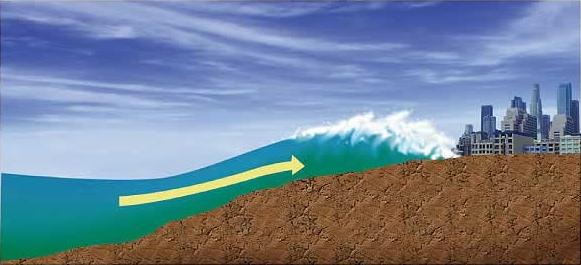
Um declive menos acentuado na beira-mar faz as ondas perderem força, atenuando o tsunâmi
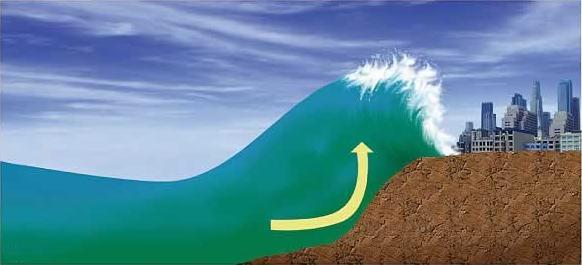
Uma maior profundidade na encosta joga as ondas para cima, amplificando a sua potência.

## Alarmes, avisos e previsões

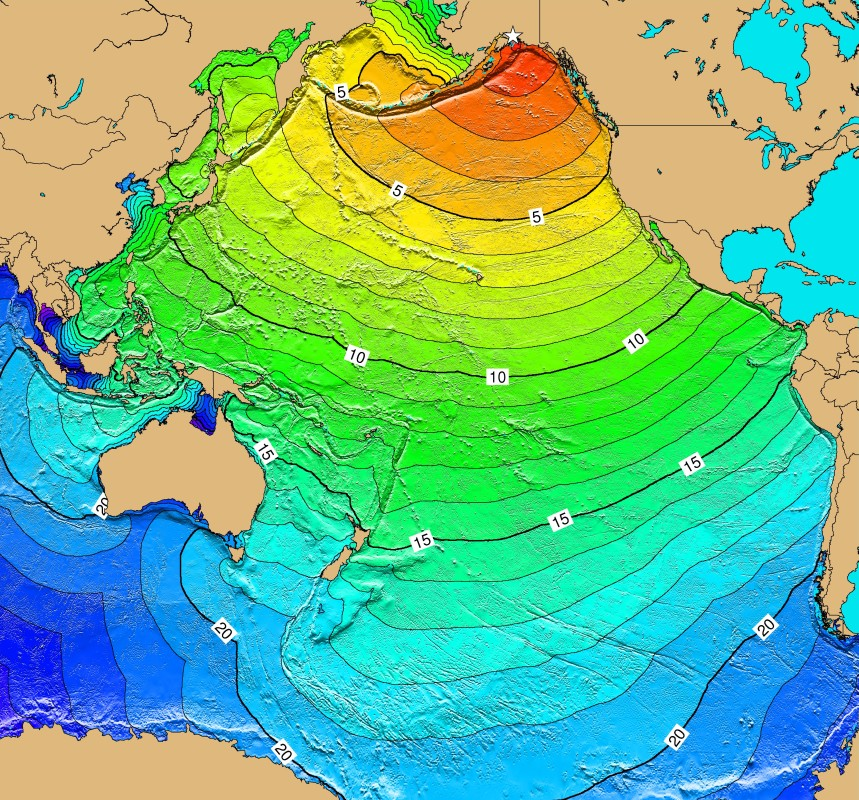
Mapa do tempo de viagem calculado para o tsunâmi no Alasca de 1964

O recuo do mar pode servir como um breve aviso. Pessoas que observam recuos (muitos sobreviventes relatam um som de sucção anexo) podem sobreviver apenas se correrem imediatamente para um terreno alto ou procurarem os andares superiores de edifícios próximos. Em 2004, a menina Tilly Smith, de dez anos, da Inglaterra, estava na praia de Maikhao em Phuket, Tailândia com seus pais e irmã, e tendo aprendido sobre tsunâmis recentemente na escola, disse a sua família que um tsunâmi podia ser iminente. Seus pais avisaram aos outros minutos antes da chegada da onda, salvando dezenas de vidas. Ela deu os créditos a seu professor de geografia, Andrew Kearney.
Um tsunâmi não pode ser previsto com precisão, mesmo que a magnitude e a localização do terremoto sejam conhecidas. Geólogos, oceanógrafos e sismólogos analisam cada terremoto e, com base em muitos fatores, podem ou não emitir um aviso de tsunâmi. No entanto, existem alguns sinais de alerta de um tsunâmi iminente, e os sistemas automatizados podem fornecer alertas imediatamente após um terremoto a tempo de salvar vidas. Um dos sistemas mais bem-sucedidos para curtas distâncias usa sensores de pressão de fundo, acoplados a boias, que monitoram constantemente a pressão da coluna d'água sobreposta.
Regiões com alto risco de tsunâmi normalmente usam sistemas de alerta de tsunâmi para avisar a população antes que a onda alcance a terra. Na costa oeste dos Estados Unidos, que é propensa a tsunâmis no Oceano Pacífico, sinais de alerta indicam rotas de evacuação. No Japão, a comunidade é bem-informada sobre terremotos e tsunâmis, e ao longo da costa japonesa os sinais de alerta de tsunâmi são lembretes dos perigos naturais, juntamente com uma rede de sirenes de alerta, normalmente no topo de penhascos das colinas próximas.
O Sistema de Alerta de Tsunâmi do Pacífico é baseado em Honolulu, Havaí. Ele monitora a atividade sísmica do Oceano Pacífico. Uma magnitude de terremoto suficientemente grande e outras informações disparam um alerta de tsunâmi. Embora as zonas de subducção ao redor do Pacífico sejam sismicamente ativas, nem todos os terremotos geram um tsunâmi. Os computadores auxiliam na análise do risco de tsunâmi de cada terremoto que ocorre no Oceano Pacífico e nas massas de terra adjacentes.

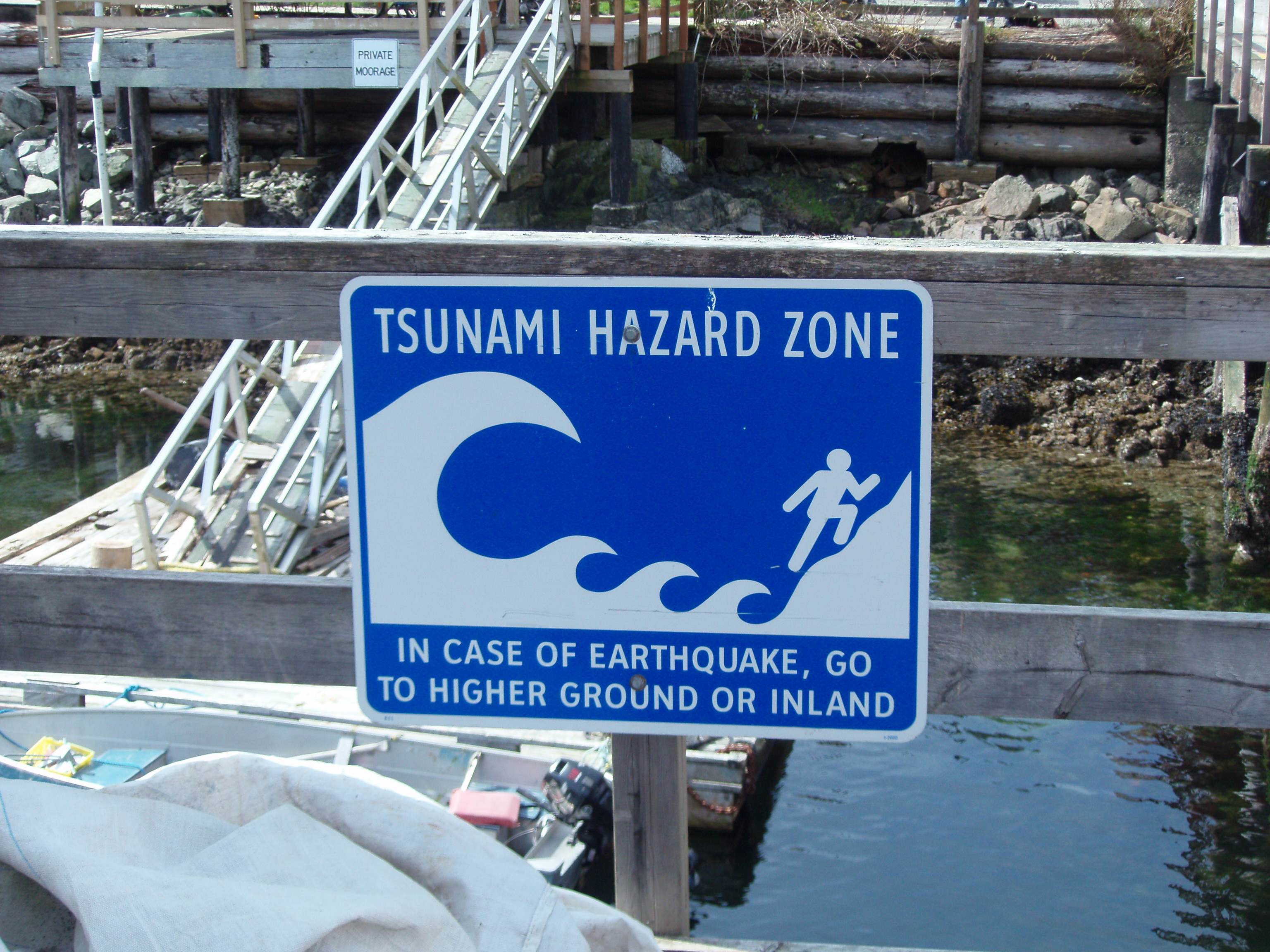
Sinal de perigo de tsunâmi em Bamfield,  British Columbia
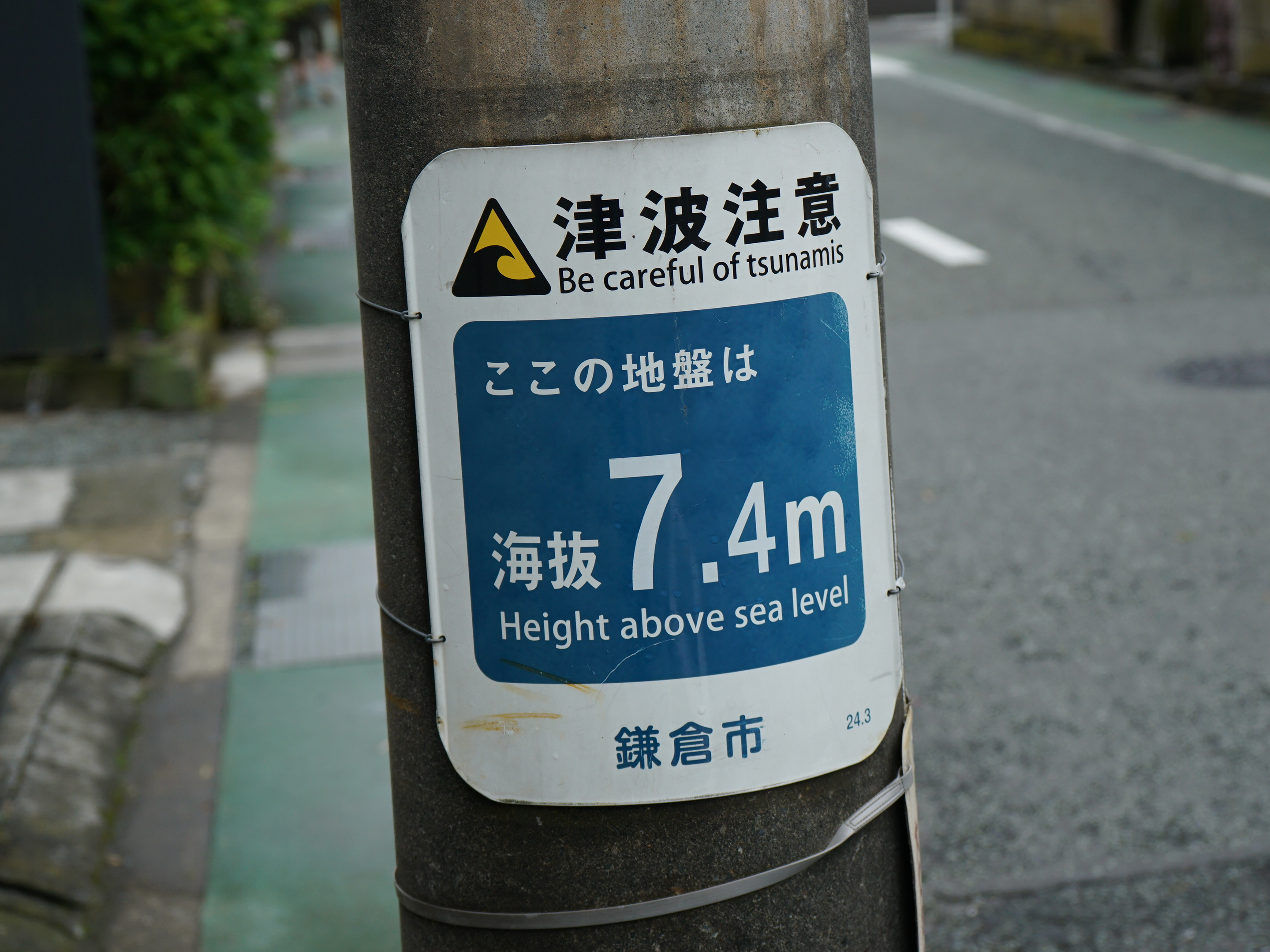
Sinal de alerta de tsunâmi em Kamakura, Japão
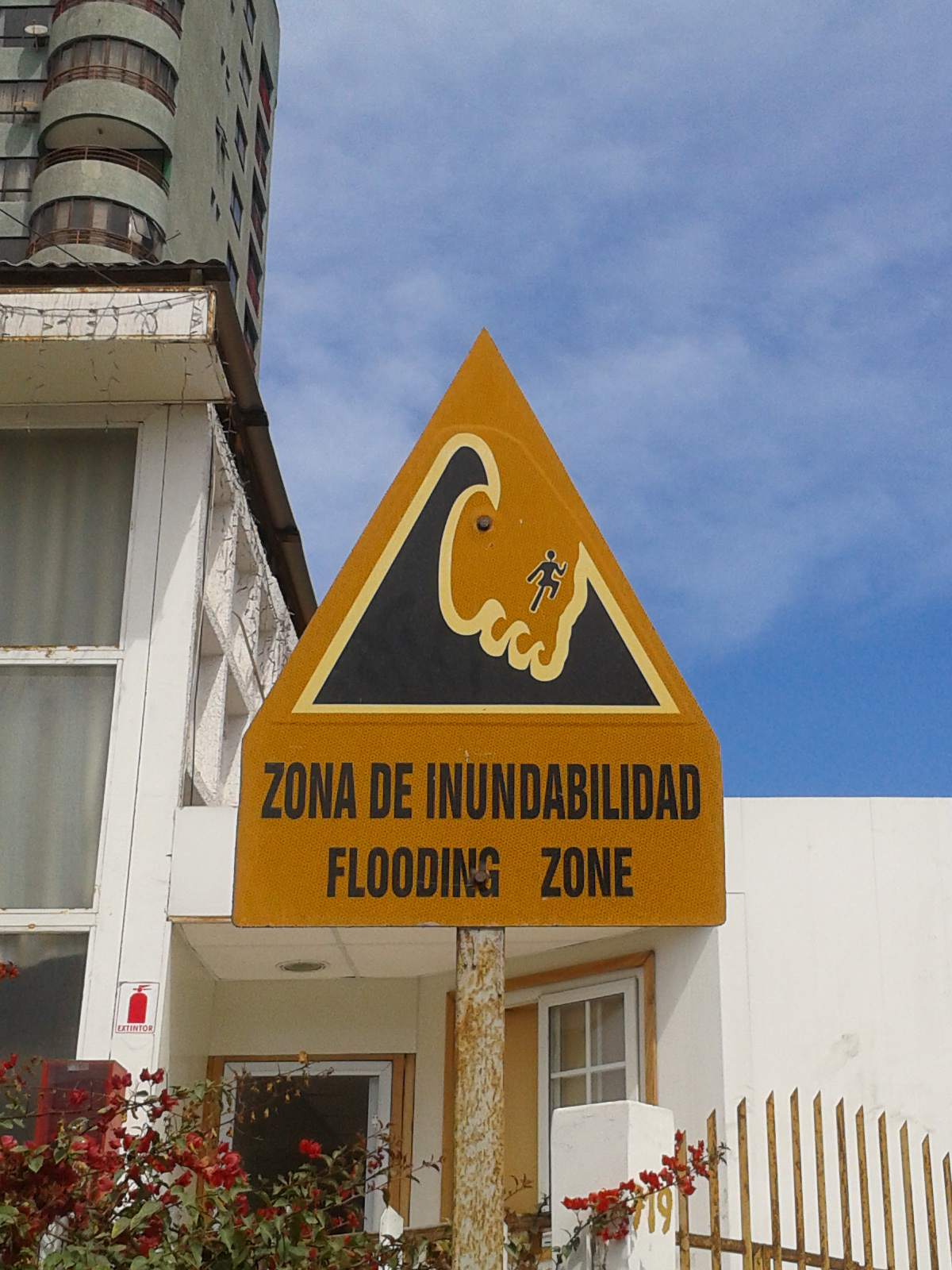
Um sinal de perigo de tsunâmi (espanhol - inglês) em Iquique, Chile.
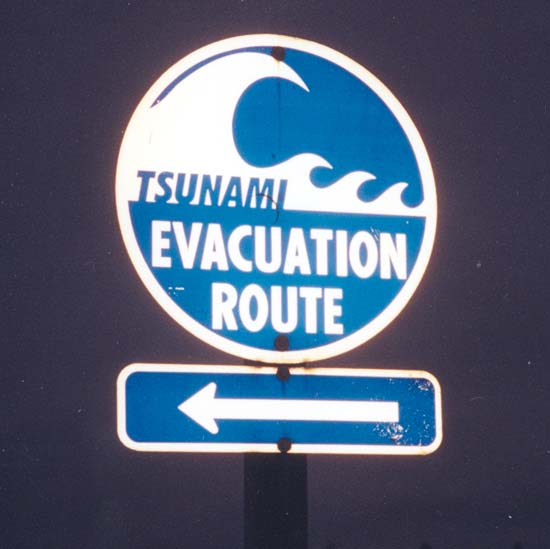
Sinalização da Rota de Evacuação do Tsunâmi em Washington

Como resultado direto do tsunâmi no Oceano Índico, uma reavaliação da ameaça do tsunâmi para todas as áreas costeiras está sendo realizada pelos governos nacionais e pelo Comitê de Mitigação de Desastres das Nações Unidas. Um sistema de alerta de tsunâmi está sendo instalado no Oceano Índico.

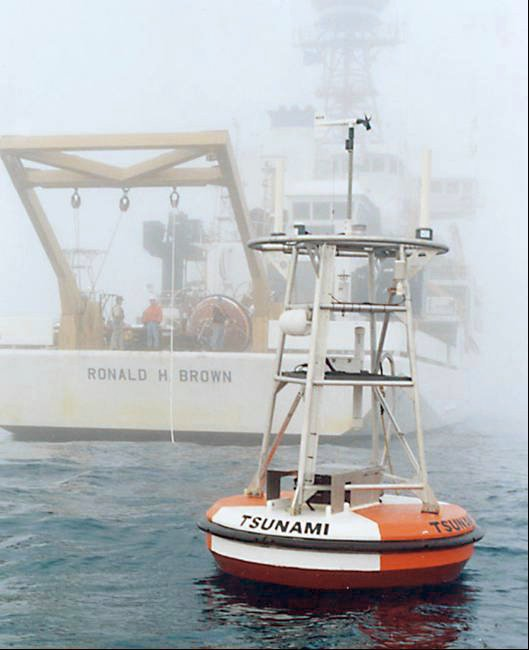
Uma das bóias de águas profundas usadas no sistema de alerta de tsunâmi DART

Modelos de computador podem prever a chegada do tsunâmi, geralmente minutos antes do horário de chegada. Sensores de pressão inferior podem transmitir informações em tempo real. Com base nessas leituras de pressão e outras informações sísmicas e na forma do fundo do mar (batimetria) e topografia costeira, os modelos estimam a amplitude e a altura da onda do tsunâmi que se aproxima. Todos os países da Orla do Pacífico colaboram com o Sistema de Alerta de Tsunâmi e praticam regularmente a evacuação e outros procedimentos. No Japão, essa preparação é obrigatória para governo, autoridades locais, serviços de emergência e população.
Ao longo da costa oeste dos Estados Unidos, além das sirenes, são enviados avisos na televisão e no rádio por meio do National Weather Service, usando o Emergency Alert System.

### Perturbações ionosféricas
Os distúrbios ionosféricos podem ser usados como um sistema de alarme. O terremoto e tsunâmi de 2011 no Japão tiveram tantos efeitos potentes, mas um foram as ondulações que se movem pela paisagem e a paisagem marinha criaram ondulações na ionosfera, uma camada acima de 85 quilômetros de altitude onde as moléculas são quebradas em elétrons e íons pela radiação solar. O terremoto criou ondas acústicas e de Rayleigh que se moveram para a ionosfera em 10 minutos após o terremoto. Um estudo mostrou que observações de distúrbios ionosféricos em viagem (TIDs) ao longo das trajetórias de dois satélites GNSS são apresentadas e comparadas a TIDs simulados. Tanto nas observações quanto na simulação, os distúrbios ionosféricos da viagem à frente do tsunâmi (ATIDs) são identificados como os máximos secundários na variação temporal dos TIDs que aparecem 30-90 min antes da chegada do tsunâmi.
A presença precoce (60 minutos antes da chegada do tsunâmi) de TIDs na ionosfera a 10° à frente da frente da onda do tsunâmi os torna um importante observável para a detecção de tsunâmi no campo distante. Pode complementar os sistemas de alerta precoce de tsunâmi existentes a um custo baixo.

### Possível reação animal
Alguns zoólogos levantam a hipótese de que algumas espécies de animais têm a capacidade de sentir as ondas subsônicas de Rayleigh de um terremoto ou tsunâmi. Se correto, monitorar seu comportamento pode fornecer um aviso prévio de terremotos e tsunâmis.
No entanto, as evidências são controversas e não são amplamente aceitas. Existem afirmações infundadas sobre o terremoto de Lisboa de que alguns animais escaparam para terras mais altas, enquanto muitos outros animais nas mesmas áreas se afogaram. O fenômeno também foi notado por fontes da mídia no Sri Lanka no terremoto de 2004 no Oceano Índico. É possível que certos animais (por exemplo, elefantes) tenham ouvido os sons do tsunâmi conforme ele se aproximava da costa. A reação dos elefantes foi se afastar do barulho que se aproximava. Por outro lado, alguns humanos foram para a costa para investigar e muitos se afogaram como resultado.

## História

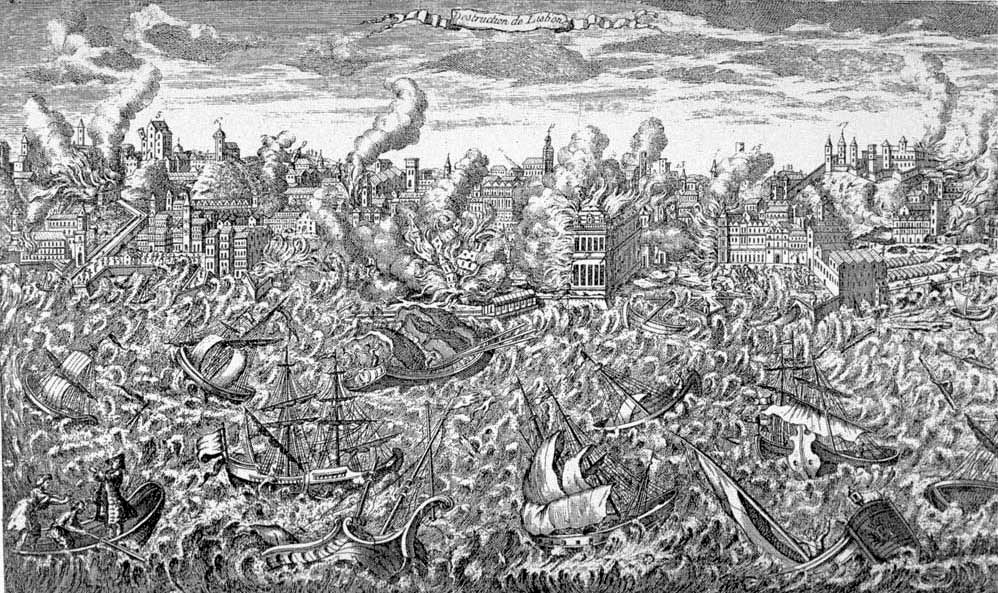
Terremoto e tsunâmi de Lisboa em 1755.

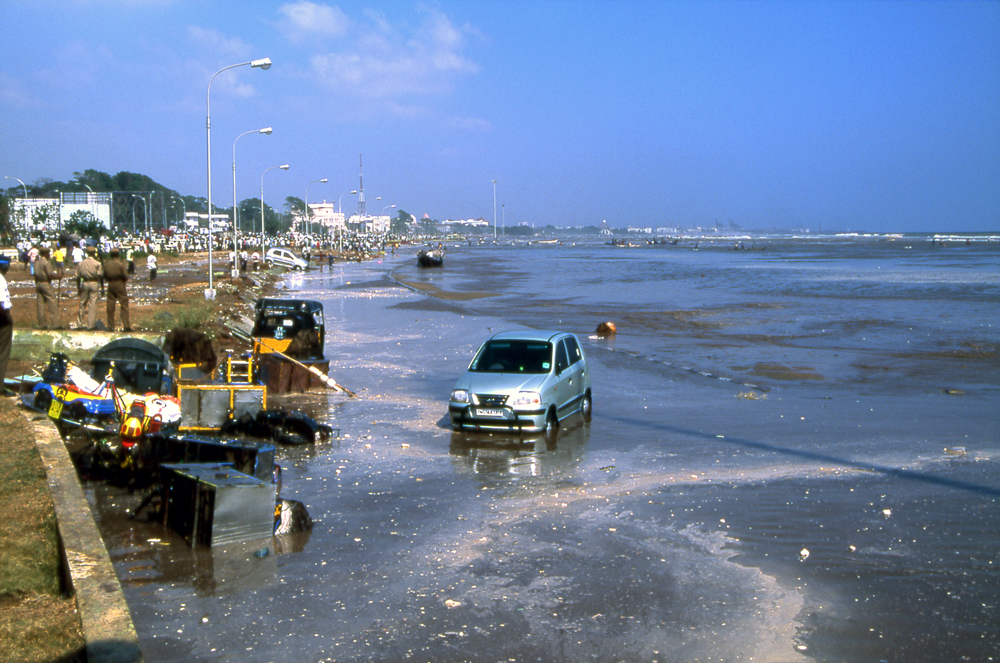
Uma praia devastada em Chennai após o terremoto do Índico de 2004.

Animação exemplificativa do Tsunâmi do Índico, em 2004

Embora os tsunâmis ocorram mais frequentemente no Oceano Pacífico, podem ocorrer em qualquer lugar. Existem muitas descrições antigas de ondas repentinas e catastróficas, particularmente em torno do Mar Mediterrâneo. Milhares de portugueses que sobreviveram ao grande Sismo de Lisboa de 1755 foram mortos por um tsunâmi que se seguiu poucos minutos depois. Antes de a grande onda atingir, as águas do porto retrocederam, revelando carregamentos perdidos e naufrágios abandonados. No Atlântico Norte, o Storegga Slide tem a maior incidência.

### Santorini
Estima-se que teria ocorrido entre 1650 a.C. e 1600 a.C. uma violenta erupção vulcânica na ilha grega de Santorini. Este fenómeno devastador levou à formação de um tsunâmi cuja altura máxima teria oscilado entre os 100 e os 150 metros. Como resultado deste tsunâmi, a costa norte da ilha de Creta foi devastada até 70 quilômetros da mesma. Aquela onda teria certamente eliminado a grande maioria da população minoica que habitava ao longo da zona norte da ilha.

### A explosão do Krakatoa
A ilha-vulcão de Krakatoa, na Indonésia, explodiu com fúria devastadora em 1883. Várias ondas-tsunâmis geraram-se a partir da explosão, algumas atingindo os 40 metros acima do nível do mar. Foram observadas ao longo do Oceano Índico e Pacífico, na costa ocidental dos Estados Unidos, América do Sul, e mesmo perto do Canal da Mancha. Nas costas das ilhas de Java e Sumatra, a inundação entrou vários quilômetros adentro, causando inúmeras vítimas, o que influenciou a desistência da população em reabitar a costa, e subsequente êxodo para a selva. Atualmente, esta zona é designada por reserva natural Ujung Kulon. O vulcão se desintegrou totalmente e, desde 1927, no mesmo local do Krakatoa, surgiu o Anak Krakatau (filho de Krakatoa), que cresce cerca de cinco metros por ano, hoje alcançando 800 metros de altura e frequentemente ativo. Suas ondas destruíram toda a vila que havia ali perto, bem como o farol que orientava os navegantes, restando apenas sua base. A 50 metros dali um novo farol foi construído.

### 22 de maio de 1960: O tsunâmi chileno
O grande terremoto do Chile, o mais intenso terremoto já registrado, ocorreu na costa sul-central do Chile.

### 12 de julho de 1993: Hokkaido
Um devastador tsunâmi ocorreu na costa da ilha de Hokkaido, no Japão em 12 de Julho de 1993, como resultado de um terremoto, resultando na morte de 202 pessoas na ilha de Okushiri e no desaparecimento de um número indeterminado.
Muitas cidades ao redor do Oceano Pacífico, principalmente no Japão e Havaí, possuem sistemas de alerta e evacuação em caso da ocorrência de tsunâmis. Os tsunâmis de origem vulcânica ou tectónica podem ser previstos pelos institutos sismológicos e o seu avanço pode ser monitorizado por satélites.

### 26 de dezembro de 2004: Tsunâmi do Oceano Índico
O sismo do Índico de 2004 disparou uma sequência de tsunâmis fatais em 26 de dezembro de 2004, com vítimas fatais relatadas em mais de 285 000. Após a tragédia, várias organizações de ajuda humanitária e governos de vários países disponibilizaram ajuda.

### 11 de março de 2011: Tsunâmi no Japão
Ocorreu às 5:46 (UTC), 14h46 hora local, de 11 de março de 2011, e alcançou uma magnitude de 9,0 na escala sismológica de magnitude de momento (MW) e teve epicentro 130 km a leste de Sendai, no mar e ao largo da costa oriental da Região de Tohoku, na ilha de Honshu, Japão, e a 700 km da capital, Tóquio. Trata-se do mais forte sismo a atingir o Japão nos últimos 140 anos.

### 6 de fevereiro de 2013: Ilhas Salomão
Ocorreu na quarta-feira (horário local) com um terremoto de 8,0 graus na Escala Richter. Teve um epicentro de até 1 metro, deixando 9 pessoas mortas, entre elas uma criança do sexo masculino e quatro idosos. Logo depois, um dia após o tsunâmi, vários terremotos atingiram as Ilhas Salomão, com riscos de grandes tsunâmis. O último tremor de 6,1 graus ocorreu às 19h30 locais (06h03, horário de Brasília) a 10 km de profundidade e a 314 quilômetros da cidade de Kirakira.

### Outros tsunâmis históricos
| Data                                 | Magnitude | Alt. máx. | Mortes     | Local                     |
| 2 de setembro de 1992                | 7,2       | 10 m      | 170        | Nicarágua                 |
| 12 de dezembro de 1992               | 7,5       | 26 m      | 1 000      | Ilha de Flores, Indonésia |
| 12 de julho de 1993                  | 7,6       | 30 m      | 200        | Hokkaido, Japão           |
| 2 de junho de 1994                   | 7,2       | 14 m      | 220        | Java, Indonésia           |
| 4 de outubro de 1994                 | 8,1       | 11 m      | 11         | Ilhas Curilas             |
| 14 de Novembro de 1994               | 7,1       | 7 m       | 70         | Mindoro, Filipinas        |
| 21 de fevereiro de 1996              | 7,5       | 5 m       | 12         | Peru                      |
| 17 de julho de 1998                  | 7,0       | 15 m      | 2 000      | Nova Guiné                |
| 23 de junho de 2001                  | 8,3       | 5 m       | 50         | Peru                      |
| Oceano Índico 26 de dezembro de 2004 | 9,0       | 10 m      | c. 230 000 | Oceano Índico             |
| Japão 11 de março de 2011            | 9,0       | 10 m      | c. 1 600   | Oceano Pacífico           |
| ------------------------------------ | --------- | --------- | ---------- | ------------------------- |

Outros tsunâmis ocorridos incluem os seguintes:
- Um dos piores desastres com tsunâmis arrasou vilas inteiras ao longo de Sanriku, Japão, em 1896. Uma onda com uma altura de mais de sete andares afogou 26 mil pessoas. Mais de trinta mil pessoas morreram em Java durante um tsunâmi causado por uma erupção vulcânica no ano de 1883, quando a pequena ilha vizinha de Krakatoa explodiu seu vulcão interior.

### Ameaças futuras
Em 2001, cientistas previram que uma futura erupção do instável vulcão Cumbre Vieja em La Palma (uma ilha das Ilhas Canárias) poderia causar um imenso deslizamento de terra para dentro do mar. Nesse potencial deslizamento de terra, a metade oeste da ilha (pesando provavelmente 500 bilhões de toneladas) iria catastroficamente deslizar para dentro do oceano. Esse deslizamento causaria uma megatsunâmi de cem metros que devastaria a costa noroeste da África, com um tsunâmi de trinta a cinquenta metros alcançando a costa leste da América do Norte muitas horas depois, causando devastação costeira em massa e a morte de prováveis milhões de pessoas. Especula-se também acerca da possibilidade de tal cataclismo atingir a costa norte brasileira, fato que desperta a preocupação de algumas autoridades, tendo em vista a inexistência de qualquer mecanismo de prevenção de tsunâmis no Brasil.